# پینون (نیومکزیکو)
پینون (به انگلیسی: Piñon) یک منطقهٔ مسکونی در ایالات متحده آمریکا است که در شهرستان آترو، نیومکزیکو واقع شده‌است. پینون ۷۱ نفر جمعیت دارد و ۱٬۸۴۷٫۱۱ متر بالاتر از سطح دریا واقع شده‌است.